# Vivalto Santé
 (mars 2023).
Il peut être nécessaire de l'améliorer pour respecter le principe de neutralité de point de vue. 

Vivalto Santé est un groupe de cliniques privées qui rassemble 100 établissements répartis : 
- En France : dans dix régions françaises : Bretagne, Normandie, Île-de-France, Auvergne-Rhône-Alpes, Bourgogne-Franche-Comté, Nouvelle-Aquitaine, Pays de la Loire, Provence-Alpes-Côte d’Azur, Hauts-de-France, Centre-Val de Loire.
- À l’étranger : En Suisse romande, au Portugal, en Espagne, en Tchéquie et en Slovaquie.

## Historique
Vivalto Santé naît en 2009 de l’entrée de la société d’investissement Vivalto, accompagnée d’investisseurs comme BNP Paribas Développement et Crédit Mutuel Arkéa, au capital du Groupe Cliniques Privées Associées, regroupant trois établissements privés bretons (la Clinique Pasteur-Lanroze de Brest, la Clinique de la Côte d’Émeraude à Saint-Malo et le Centre Hospitalier Privé Saint-Grégoire).
Jusque 2013, Vivalto Santé opère un développement essentiellement basé dans l’ouest de la France, avant de s’étendre vers d’autres régions comme la Normandie, l’Île-de-France et la région Auvergne-Rhône-Alpes.
En 2020, le groupe Vivalto Santé acquiert le Groupe Mathilde Médical Développement, qui serait valorisé à 150 millions d'euros, et possède deux cliniques et deux centres de radiothérapie, avec un chiffre d'affaires annuel de 55 millions d'euros,.
En 2020, l’entreprise se renforce dans le nord de la France en faisant l'acquisition du Groupe des Hôpitaux Privés du Littoral, puis en Bourgogne-Franche-Comté avec le Groupe Dracy Santé.
En 2021, Vivalto Santé porte à 49 le nombre de ses établissements de santé, en faisant l'acquisition notamment de la Clinique du sport de Bordeaux-Mérignac ainsi que plusieurs structures en région Bourgogne-Franche-Comté, Hauts-de-France et Provence-Alpes-Côte d’Azur.
En 2022, le Groupe prend une dimension européenne en s’implantant dans 5 pays (Suisse, Portugal, Espagne, Slovaquie et République Tchèque), doublant ainsi la taille de son activité. Au Portugal, Vivalto Santé acquiert le groupe Lusíadas Saúde; en Espagne, en Slovaquie et en République Tchèque, le groupe Ribera Salud et en Suisse, le groupe CIC.
En 2024, Vivalto Santé augmente son capital de 65 M€ et poursuit sa stratégie de croissance en France avec l'acquisition de 3 nouveaux établissements en Indre et Loire et dans la Sarthe.
D’autre part, Vivalto Santé continue de développer des services de Soins Urgents. Ces unités proposent des consultations médicales sans prise de rendez-vous préalable. Il s’agit d’une prise en charge ne relevant pas de l’urgence vitale mais ne pouvant être ni anticipée, ni retardée.

### Identité visuelle

Logo Vivalto Santé de 2009 à 2013
Logo Vivalto Santé de 2013 à 2022
Logo Vivalto Santé depuis 2022

### Slogan
- De 2009 à 2013 : Au service de chacun pour la santé de tous.
- De 2013 à 2022 : Engagés pour votre santé.
- Depuis 2022 : Entre nous, la vie.

## Gouvernance de l’entreprise
La Troisième Voie : Un modèle de co-gouvernance et d’actionnariat.
Dès sa création, le Groupe Vivalto Santé s’est singularisé des autres acteurs hospitaliers avec son modèle de co-gouvernance managers/praticiens,.

## Entreprise à mission
En 2020 le Groupe Vivalto santé prend la décision de devenir une Entreprise à mission,, au sens de la Loi PACTE.

## Distinctions
De 2009 à 2018, le Centre Hospitalier Privé Saint-Grégoire, appartenant au groupe Vivalto Santé, se positionne en tête du palmarès des cliniques de France établi par le magazine Le Point. Il apparaît les trois années suivantes en 3e place du classement.
L’Hôpital Privé du Confluent de Nantes, appartenant également à Vivalto Santé, apparaît quant à lui à la deuxième place du classement de 2009 à 2018, puis à la 3e en 2018, 4e en 2019 et à la 8e place en 2020.